# Frío (canción de Ricky Martin)
«Frío» es una canción del cantante Ricky Martin con la colaboración del dúo de reguetón Wisin & Yandel. La canción es el tercer sencillo del álbum Música + alma + sexo, lanzado como descarga digital el 11 de julio de 2011. Se eligió como tema de cierre del episodio 14 de la versión remasterizada del Anime Sword Art Online.

## Vídeo musical
Ricky Martin grabó el vídeo musical con Wisin & Yandel en Buenos Aires el 6 de junio de 2011. La protagonista es interpretado por la modelo argentina Paula Chaves. El vídeo fue dirigido por Carlos Pérez quién ya había trabajado con Ricky Martin en algunos de sus videos anteriores de Mariah Carey el álbum My All, entre ellos: «Tal Vez», «Jaleo» y «Lo mejor de mi vida eres tú».

## Remixes y otras versiones
El álbum Música + Alma + Sexo contiene la versión original solo con Ricky Martin y un remix de la canción junto a Wisin & Yandel. El 11 de julio de 2011 fue lanzado «Frío» (DJ Wally Remix) como descarga digital.

## Promoción
Ricky Martin presentó «Frío» durante su Música + Alma + Sexo World Tour. El tema fue interpretado junto al tema «Más» durante los Premios Juventud 2011.

## Formatos
- CD - sencillo

| N.º | Título                      | Duración |  |
| 1.  | «Frío» (con Wisin & Yandel) | 3:36     |  |

- Descarga digital

| N.º | Título                  | Duración |  |
| 1.  | «Frío (DJ Wally Remix)» | 3:16     |  |

- Descarga digital

| N.º | Título                    | Duración |  |
| 1.  | «Frío (Remix Radio Edit)» | 3:36     |  |

## Listas de posiciones
| Estados Unidos | US Hot Latin Songs     | 39 |
| Estados Unidos | US Hot Latin Pop Songs | 15 |